# Eria longipes
Eria longipes är en orkidéart som beskrevs av François Gagnepain. Eria longipes ingår i släktet Eria och familjen orkidéer. Inga underarter finns listade i Catalogue of Life.